# Santa María Transpontina
Santa María Transpontina es una localidad del estado mexicano de Jalisco. Es parte del municipio de Encarnación de Díaz.

## Toponimia
El nombre «Santa María» hace referencia a la santa patrona de la localidad: María de Nazaret. El nombre «Transpontina» proviene de los términos en latín: trans, al otro lado; pontis, puente; ina, relativo a. Su significado es «Al otro lado del puente».

## Demografía
| Gráfica de evolución demográfica |
|                                  |

| Censo | Población |
| ----- | --------- |
| 1900  | 415       |
| 1910  | 511       |
| 1921  | 153       |
| 1930  | 83        |
| 1940  | 251       |
| 1950  | 305       |
| 1960  | 455       |
| 1970  | 459       |
| 1980  | 840       |
| 1990  | 1 168     |
| 2000  | 1 296     |
| 2010  | 1 393     |
| 2020  | 1 460     |